# 舊康斯坦丁尼夫卡
46°50′35″N 30°15′35″E / 46.84306°N 30.25972°E
舊康斯坦丁尼夫卡（羅馬化：Starokostiantynivka）是位於烏克蘭西南部的村莊，由敖德萨州羅茲迪利納區的羅茲迪利納市鎮負責管轄。該村始建於1857年，面積0.58平方公里，海拔高度30米，2001年人口101，人口密度每平方公里174.74人。